# Krach du 13 mai 1927
Le krach du 13 mai 1927, appelé aussi « vendredi noir », est une crise financière et bancaire et un événement de l'histoire boursière qui se déroula à la Bourse de Berlin le  13 mai 1927, trois ans après l'épisode de l'hyperinflation de la république de Weimar.

## Histoire
Les années 1920 marquent une période de forte croissance aux États-Unis et en Europe. En Allemagne, les grands investisseurs institutionnels commencent à vendre leurs importants avoirs en obligations, de peur d'être spoliés par l'hyperinflation de la république de Weimar ("Katastrophenhausse") et à investir dans les produits en actions. Cette période, qui a commencé en juillet 1922, a conduit l'indice boursier, l'Office statistique du Reich (de), en décembre 1922 à jusqu'à 90 fois le niveau d'avant-guerre. La dévaluation monétaire s'accélère de plus en plus rapidement, jusqu'à ce qu'en juillet 1923, l'indice atteigne environ 1,4 million de points et en octobre 1923, environ 171,3 milliards de points. Au plus fort de l'inflation en décembre 1923, l'indice Office statistique du Reich (de) atteint 26,89 trillions de points.
Après la conversion monétaire de 1924, l'activité boursière ralentit un peu mais reste très forte. Également au milieu des années 1920, la Bourse de Berlin voit de nombreux achats de titres spéculatifs basés sur des prêts bancaires. Le mouvement haussier a porté l'indice boursier Berlinois, créé en 1922, à une moyenne hebdomadaire de 185,80 points au 7 mai 1927, soit 182,8% de plus que 16 mois plus tôt. Ses embardées pendant la période d'hyperinflation de la république de Weimar avaient conduit les opérateurs à relativiser les variations boursières.
Le coup de frein à ces achats spéculatifs à crédit déclenche le Krach du 13 mai 1927, qui précède de deux ans celui de 1929 aux États-Unis: la simple annonce d'une baisse significative de l'exposition au marché boursier berlinois des spéculateurs à crédit a suffi à provoquer une forte baisse des cours. L'expert Hjalmar Schacht, financier créateur du Rentenmark (1923), président de la Reichsbank (1924-1930 et 1933-1939) et futur ministre de l'Économie du Troisième Reich (1934-1937), a restreint brusquement les crédits pour mettre fin à une spéculation effrénée. Afin d'éviter l'octroi de nouveaux prêts spéculatifs, Schacht a informé les banques que leur crédit à la Reichsbank serait désormais basé sur leur taux de couverture primaire.
Le 12 mai 1927 , le communiqué annonçant que l'Association des banques de Berlin et des banquiers vont d'abord réduire de 25% les avances sur les dépôts à terme jusqu'à la liquidation de mi-juin, puis imposer d'autres restrictions aux dates suivantes, est publié. Il provoque la panique: les grandes valeurs de la bourse de Berlin perdent rapidement 20 à 30% de leur cours et l'effondrement de l'indice boursier atteint 31,9% en une journée (de 204 points à 139 points). La modification de la gestion des changes (interdiction de nouveaux emprunts et de remboursements de prêts étrangers existants) a entraîné un marché baissier prolongé et découragé les émissions d'actions, d'autant que la période de forte inflation, appelée aussi hyperinflation de la république de Weimar, a érodé une partie des gains boursiers antérieurs. Alors qu'à la fin de 1926 un total de 917 entreprises étaient sur le marché boursier, à la fin de 1932 elles n'était plus que 659, près d'un tiers en moins. 
Le krach de la Bourse de Berlin a ainsi marqué en 1927  le début de la crise économique en Allemagne. Hjalmar Schacht démissionne avec fracas de la Reichsbank le 7 mars 1930 pour dénoncer les conditions de mise en place du plan Young, dans un livre, Das Ende der Reparationen (Pour en finir avec les réparations de guerre) qui est un succès en librairie.